# Faye Gulini
Faye Gulini, née le 24 mars 1992 à Salt Lake City, est un snowboardeuse américaine spécialisée dans le boardercross.
Elle termine quatrième des épreuves de boardercross aux Jeux olympiques d'hiver de 2014 organisés à Sotchi, en Russie.

## Palmarès

### Coupe du monde
- Meilleur classement : 3e en 2021.
- 8 podiums.